# Ten North Frederick
Ten North Frederick is een  Amerikaanse dramafilm uit 1958 onder regie van Philip Dunne. Het scenario is gebaseerd op de gelijknamige roman uit 1955 van de Amerikaanse auteur John O'Hara. Dunne won met deze film het Gouden Zeil op het filmfestival van Locarno.

## Verhaal
Als Joseph Chapin door zijn voortvarend vrouw Edith tot grote hoogte wordt gestuwd in het politieke leven, heeft dat rampzalige gevolgen. Hij vindt troost in de armen van de jongere Kate.

## Rolverdeling
| Acteur               | Personage         |
| -------------------- | ----------------- |
| Gary Cooper          | Joseph Chapin     |
| Geraldine Fitzgerald | Edith Chapin      |
| Diane Varsi          | Ann Chapin        |
| Ray Stricklyn        | Joby Chapin       |
| Suzy Parker          | Kate              |
| Tom Tully            | Mike Slattery     |
| Philip Ober          | Lloyd Williams    |
| Stuart Whitman       | Charley Bongiorno |